# Пломинська теплоелектростанція

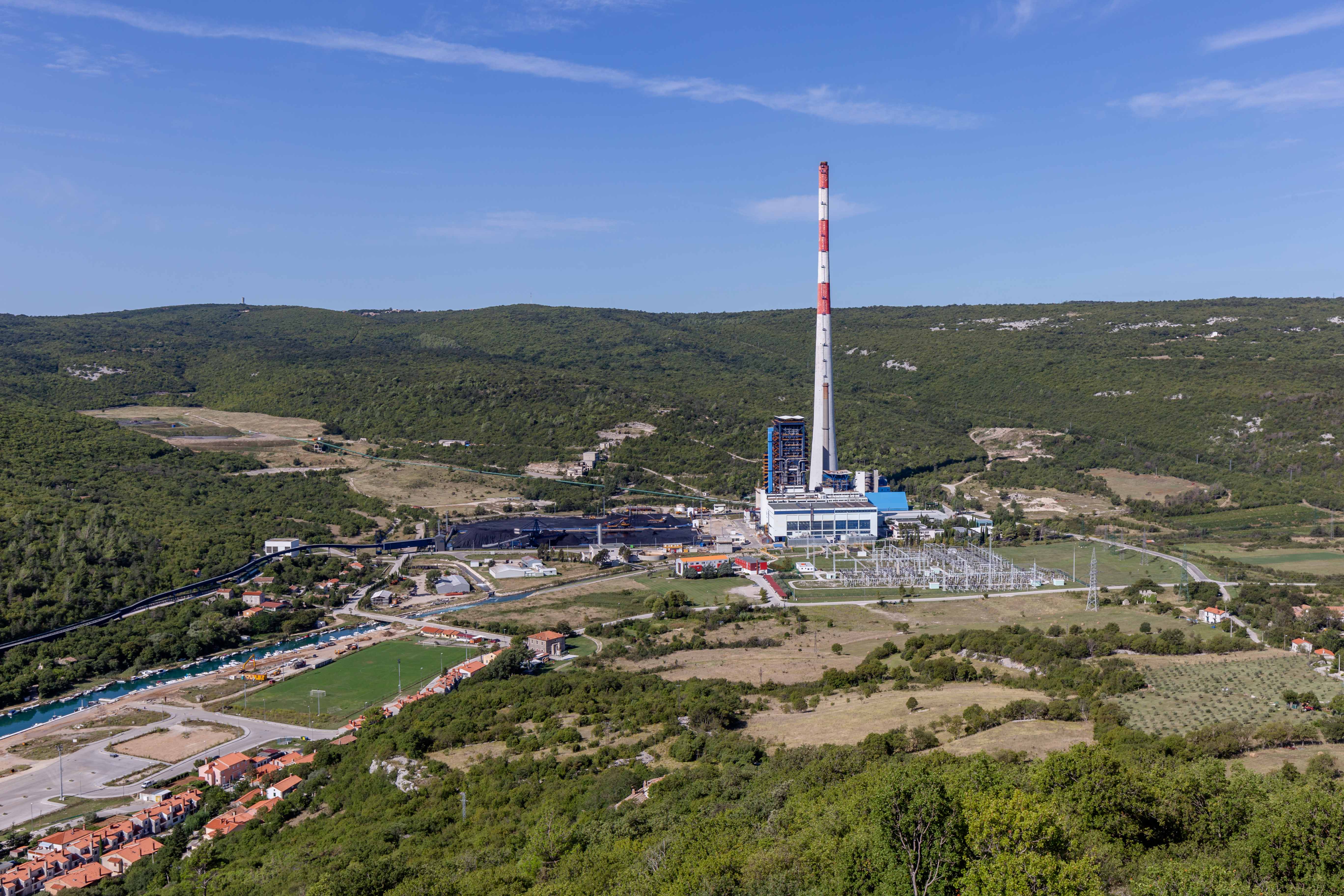
Теплоелектростанція «Пломин»

Теплоелектростанція «Пломин» — теплова електростанція біля Пломина в селі Пломин Лука.
Вона складається з ТЕ «Пломин 1» (побудований в 1969 році ) і ТЕ «Пломин 2» (побудований у 2000 році). Це двоблокова конденсаційна теплова електростанція, кожна з котлом і однією паровою турбіною. Паливо - вугілля. Загальна потужність теплової електростанції становить близько 330 МВт, а за даними 2015 року виробляється 2 235 ГВт⋅год електроенергії (Plomin 1 - 794 ГВт⋅год та Plomin 2 - 1441 ГВт⋅год). Пломін Лука було обрано місцем розташування через його зручність; хоча на момент будівництва ТЕС «Пломін-1» більша частина вугілля надходила з сусідньої вугільної шахти, навіть тоді частина вугілля доставлялася морем.
Димова труба електростанції має висоту 340 метрів - найвища споруда в Хорватії.

## Пломин 1
Блок Пломин 1, з потужністю 120 МВт, в експлуатації 1969 від парогенератора блоку 1 є однією труби котла Sulzer, примусовим потоком безперервної максимальною потужністю 385 т / год перегрітої пари (135 бар і 535 ° C), 16 до пальнику в 4 рівнях. Парова турбіна типу ТК 120, потужністю 125 МВт, була виготовлена англійською ліцензією, акцією, з трьома окремими корпусами і обмінними, і з 6 нерегульованими вилученнями. Турбогенератор виробника Dolmel, номінальна потужність 150 M V A, фактор 0,8 і напруга 13,8 кВ, безпосередньо підключений до блочного трансформатора 13,8 / 121 кВ. Розподільний блок 110 кВ має 4 водяних, 1 генераторні, з'єднувальні та вимірювальні поля, а також поле загального споживання. Для роботи з імпортованим вугіллям низького тиску новий електрофільтр був побудований у 1998 році. У рамках відновлення блоку була замінена трубопровідна система, а в 2003 році система управління Блоком 1 була реконструйована за допомогою Siemens-Teleperm XP. [2]
ТЕ «Пломин-1» буде виведено з експлуатації до 2018 року або працюватиме з обмеженими можливостями.
Радіоактивний шлак з Пломин 1 
На початок 1990 - х років використовувалось вітчизняне вугілля ( деревне вугілля з Істрії, буре вугілля і буре вугілля з Дінаридів ) з високим вмістом сірки ( від 10% до 14%) і природної радіоактивності, так що отриманий радіоактивний шлак, в результаті збільшилася радіоактивність Raskog вугілля, З електростанції на площі 120000 м², утворилось близько одного мільйона тонн шлаку і золи. Відбувалось розсіювання попелу і золи вітром і дощем.
У 1990-х роках частину сміттєзвалища почали накривати землею (близько 60 см землі і вище). Наприкінці 1990-х років почалися рекультивація, застосування захисної плівки під і над відходами шлаку і золи, від ґрунтового покриву і систематичної побудови крайових каналів і колекторів для відведення дощової води. Вплив технологічно підвищеної природної радіоактивності на сміттєзвалище золи і шлаку знижено до значення природної радіоактивності в ґрунтах. У вугіллі, що використовується сьогодні на електростанції, всі відходи придатні для використання в будівельній і цементній промисловості.

## Пломин 2
Рішення про будівництво ТЕС «Пломин 2» потужністю 210 МВт було прийнято в 1984 році, а в липні 1985 року був підписаний контракт з громадою місцевих підрядників INGRA, і роботи розпочалися незабаром. У 1986 році було прийнято рішення про будівництво заводу з десульфуризації. Роботи не проходили плановими темпами, тому уряд Хорватії у 1992 році доручив Хорватській електроенергетичній компанії (HEP) завершити будівництво ТЕЦ «Пломин 2». HEP і RWE Energie з Ессена створили 1996 року спільне підприємство змішаної форми власності «TE Plomin d. o. o.» для завершення будівництва та експлуатації «Пломин 2», яку й було добудовано 1999 року.
База Блоку 2 складається з одноступеневого проточного котла з примусовою циркуляцією типу Сульцер, потужністю 670 т / год підігрітої пари (147,4 бар і 535 ºС) з 24 пальниками в 6 площинах і конденсаційної турбіною з міжгалузевим виробництвом на паротурбінному заводі - ABB Karlovac. Турбіна є двоколісною, з комбінованим корпусом високого тиску та середньою вагою, а також двоходовим корпусом низького тиску, з сімома нерегульованими захопленнями. Турбогенератор Končar - трифазний, двополюсний, з водневим охолодженням, синхронний, номінальною потужністю 247 МВА, коефіцієнт 0,85 і напругою 13,8 кВ. Енергія, вироблена за допомогою блочного трансформатора 13,8 / 240 кВ, доставляється до мережі 220 кВ. З'єднання електроенергетичної системи Хорватії було реалізовано з комутаційною установкою 220/110 кВ.
Була побудована установка для знесірчення Промитий вологий процес димового газу суспензії вапна для видалення SO 2, SO 3, HCl і HF, в відповідно з утворенням гіпсу CaSO 4. Установка для очищення стічних вод ємністю 50 м 3 / год є спільною для обох блоків. ТЕ Plomin 2 вперше була синхронізована з мережею 14 вересня 1999 року і офіційно випущена 2 грудня 1999 року. Комерційне виробництво почалося 21 травня 2000 року. Це єдина електростанція на вугіллі в Хорватії.
Котельня складається з парогенератора і різних допоміжних систем, які розташовані на ній або навколо неї, і служать для переробки парів. Виробник парогенераторного заводу - Đuro Đaković Holding dd від Славонського Брода, ліцензований Sulzer. В якості основного палива використовується вугільний пил. Вугілля з полігону доставляється за допомогою шляхових носіїв до шести залізобетонних бункерів, розташованих між машинним відділенням і котельною. З бункера вугілля постійно зливають до млинів, де розмелюють і сушать. За допомогою транспортного пучка вугільний пил вводиться через форсунки в топку. Для розпалювання та підтримки горіння деревного вугілля використовується надлегка олія.
У конструкції печі були вжиті спеціальні заходи для зменшення викидів оксидів азоту NOx, досягнення значень NOx значно нижче встановленого граничного значення. Спалювання гарячого газу протікає до верху котла і подає тепло на випарник, парогенератор, економайзер і підігрівач повітря. Далі їх очищення від негорючих інгредієнтів і золи в електростатичному випарнику, а також зменшення вмісту діоксиду сірки, проводять в установці знесірчення. Наприкінці димові гази викидаються в атмосферу через димохід висотою 340 м.
Система тиску водяної пари складається з випарної системи з відділенням вологи, економайзера, перегрітого пароперегрівача і проміжного пароперегрівача. Завдяки циркуляції води і пари генератор являє собою проточний, типу Sulzer. Цей тип характеризується тим, що вся вода, що протікає через головку подачі, випаровується під час проходу в спіральному випарнику. Вода подається за допомогою трьох насосів живлення, що працюють на асинхронних двигунах потужністю 4 100 кВт (дві необхідні для номінальної потужності, а третя - запасна). Неочищена вода, отримана з місцевого джерела Бубич, переробляється на хімічних заводах для приготування води в демі-воді. Виробничі потужності ГЕС відносяться до ТЕС «Пломин 2 - 2 х 25 т / год.
Основні технічні дані котла 
Виробництво перегрітої пари : 670 т / год
Тиск пари під тиском: 14,8 М Па = 147,4 бар
Температура перегрітої пари: 535 ºC
Споживання вугілля H d = 24 МДж / кг 80 т / год
Частота використання парогенератора: 92,9%
Турбінна установка 
Парова турбіна - це конденсаційний тип з двома корпусами, виробництво парової турбіни АББ з Карловаця. В одному випадку спостерігається високий і середній тиск. Корпус низького тиску подвоюється з безпосереднім розрядом в конденсаторі. Турбіна має сім ступенів неструктурованого парового захоплення для кип'ятіння води і кондиціонування котла.
Перегрітий пар надходить у турбіну через запобіжні та регулюючі клапани і проходить через зубчасту групу високого тиску. Від частини турбіни високого тиску пар йде до інтеркулера. Після випалу пара через відповідні запобіжні та регулюючі клапани надходить у середню частину турбіни, проходячи через середню ступінь тиску групи. Після відпрацювання від середнього тиску пара надходить у корпус з двокорпусом низького тиску. Вихлопний пар занурюється в поверхневий конденсатор, а конденсат повертається в тепловий цикл за допомогою насоса конденсатора.
Конденсатор охолоджується морською водою. Охолоджувальна насосна станція морської води розташована в затоці Пломин і знаходиться приблизно в 2,5 км від ТЕС. Насоси стікають воду з глибини 25 м і в відкритий бетонний канал, що природно призводить до фільтрувальної станції, розташованої поблизу електростанції. Від фільтрувальної станції до електростанції вода протікає через закритий трубопровід.
Технічні характеристики парової турбіни 
Номінальна потужність турбіни (виміряна на клемах генератора ): 210 МВт
Власне споживання блоку: 18,8 МВт
Чистий коефіцієнт використання блоку:% 37%
Тиск в конденсаторі : 4,6 кПа
Охолодження потоку морської води: 8,4 м 3 / с
Система подачі вугілля 
Угль доставляється Пломин лаврових човнів типу Panamax 70 000 тонн, де порт довжина 210 м. Посадки вугілля забезпечується закритим черв'як суду розвантажувального, який знаходиться вздовж дока, шляхом переміщення рейок. Вугілля з мітли приходить до гумового транспортера, який транспортує його до перекидної вежі, де є рейкова шкала і магнітний сепаратор. Від веж до звалища, вугілля транспортується з так званим Конвеєр "Труба". Звалища, а також видобуток вугілля для подальшого транспортування до котлоагрегату, здійснюється за допомогою комбінованого тренажера / збирача, що рухається по трасах вздовж полігону.
Захист навколишнього середовища 
Для захисту від шкідливого впливу ТЕС на навколишнє середовище впроваджені адекватні технічні рішення, які забезпечують впровадження цих впливів у межах, встановлених законодавчими нормами:
У системі постачання вугілля відвантаження здійснюється замкнутим брокером, що транспортує вугілля із закритими конвеєрними стрічками, і відкладає на звалище, одночасно змочуючись.
Тверді, незатінені залишки палива утилізуються без звалища. Літаючий зола, що розділяється на електрофільтри, кип'ятильну цеглу та гіпс з установки знесірчення, осідає в спеціальних резервуарах, які передаються в сусідню цементну промисловість (Holcim Croatia).
Очищення димових газів і стічних вод технології забезпечується в спеціальних установах.
Створено моніторинг впливу теплової електростанції на забруднення атмосферного повітря на системи викидів в димоході, а також системи візуалізації, встановлені на п'яти вимірювальних станціях у відповідних місцях навколо електростанції. Вимірювання постійно вимірюються і направляються в системи спільного моніторингу теплової електростанції, а також до зовнішніх установ, які є відповідальними або зацікавлені в моніторингу чистоти повітря.
Очищення димових газів 
Димовий газ необхідно очищати відповідно до екологічних стандартів перед викидом в атмосферу. З цієї причини димовий газ перед входом у димохід проходить через електростатичний фільтр і установку знесірчення. У сепараторі електростатичних частинок гази виділяються з негорючих інгредієнтів і золи таким чином, щоб вони не мали більше 100 мг / м 3 золи. При спалюванні вугілля 1900 т / добу, при частці приблизно 13% золи, утворюється 245 тонн загальної золи. З цього, приблизно 90% витягується в вигляді пилу в електростатичних Letes з ефективністю 99,8%, решта 10% золи з котла ( шлаку ). 
У десульфуризації димові гази очищаються від надмірного вмісту діоксиду сірки SO 2. Процес десульфуризації заснований на процесі вологого абсорбції з використанням вапняку землі. В якості кінцевого продукту використовується гіпс, який служить в цементній і будівельній промисловості. Установка побудована для очищення димових газів від 700 до 3300 мг / м 3 SO 2 (або вугілля з 0,3 до 1,4% сірки ).
У Пломин Пломин 1 і 2 цієї статті не застосовуються заходи з метою скорочення викидів оксидів азоту NO х. HEP стверджує, що інвестиції в обладнання для зменшення викидів існуючих заводів не є економічно життєздатними. У Пломин-бути реалізовані установками DENO х заводів в підтримці граничних значень викидів оксидів азоту. Всі теплові електростанції повинні бути узгоджені з граничними значеннями викидів забруднювачів повітря в повітрі до кінця перехідного періоду (31 грудня 2017 року). В іншому випадку, після закінчення цього терміну заборона виробничої одиниці заборонена.
Технологія уловлювання вуглецю CO 2 з димових газів ще не розроблена для комерційного застосування.
Вимірювання озону 
Вимірювання озону показують перевищення дозволених і іноді толерантних значень, а якість повітря в цій галузі стосовно озону II. категорії (2003-2005) та III. категорії (2006 та 2007). [5]
Протягом останнього десятиліття озону в землі генерують фотохімічні реакції в міській атмосфері, багатій оксидами азоту NO і NO 2 (найчастіше називають NO x ). NO x, які особливо активні в атмосферному озоновому циклі, знаходяться в атмосфері на більш високих рівнях внаслідок діяльності людини (особливо дорожнього руху ). Тому у великих містах з інтенсивним рухом, які рясніють сонячним випромінюванням і знаходяться в теплих і сухих кліматах (наприклад, Рим, Токіо, Афіни і Лос-Анджелес)), відоме забруднення повітря, відоме як фотохімічний смог. У такій забрудненій атмосфері з O 3 і NO x існують також органічні нітрати, такі як PAN (пероксиацетил нітрат CH 3 C (O) OONO 2 ), окислені вуглеводні і так звані. фотохімічний аерозоль, а над містом, через велику кількість аерозолів, видно жовтувато-коричневе хмара, яка через частої появи над афінянами була названа неффосом (від грецького слова νεφοσ, що означає хмара ). Тривалість тропосферного озону становить приблизно 22 дні. У кінцевому підсумку вона в кінцевому підсумку руйнується на землю, у формігідроксильні (OH) сполуки або пероксильні радикали (HO 2 ). Існують переконливі докази того, що підвищення концентрації озону в ґрунті призводить до зниження врожайності в сільському господарстві, оскільки озон впливає на процеси фотосинтезу і уповільнює загальне зростання рослин. [6]
Список червоних листів показує типове зміна кольору, яке викликається озоном [7]
У менших кількостях озон подразнює слизову оболонку ока, горло, нос і дихальні шляхи, а у великих концентраціях може бути смертельним. Озон викликає великі труднощі для астми, бронхітів і проблем з серцем. [8] Довгий вплив озону збільшує ризик смертності від респіраторних захворювань. Одне дослідження в США, що нараховує 450 000 чоловік, показало сильну зв'язок між рівнями озону та хворобами дихальних шляхів, старше 18 років. [9] [10] Дослідження прийшло до висновку, що люди, що живуть у містах з високою концентрацією озону, мають на 30% більше ризику смерті від респіраторних захворювань. За даними Агентства з охорони навколишнього середовища США (EPA ), концентрація озону 0,004% або більше може бути шкідливою для чутливих людей. [11] [12] У Європейському Співтоваристві правил (Директива 2008/50 / EC) дозволяють найвищу концентрацію озону в 0,006%, але не відомо, коли він вступить в силу. Всесвітня організація охорони здоров'я рекомендує найвищу концентрацію озону - 0,0051%. [13] [14] [15]
Технологія очищення стічних вод 
Технологічна стічна вода перед заливкою в приймальному басейні обсяг 1200 м 3. Зокрема, очищають воду, що утворюється в котлі, дренажній і трюмної ямах машинного приміщення, зокрема, воді, що виникає в результаті зневоднення. Частина очищеної води повторно використовується в електростанції, а решта скидається в море. Ця вода, нагріта приблизно на 8 ºC, повертається назад до потоку Boljunčica і в море.
Паливо 
Паливо, що використовується для роботи обох блоків (Plomin 1 і Plomin 2), імпортується кам'яним вугіллям з теплотворною здатністю від 24 до 29,3 МДж / кг з вмістом сірки від 0,3 до 1,4% і замінюється вугіллям з Рашких. вугільних шахт, для яких спочатку були розроблені обидва блоки. Вугілля поставляється на світовий ринок і поставляється з кораблями типу Панамакс близько 70 тис. Тонн на новий 210-метровий причал, де він також викидається закритою траулерною системою на відкритий полігон потужністю 220 тис. Тонн. Перший корабель, який відплив на новий причал 8 жовтня 1999 року, був північним принцом. Неочищена вода використовується для виробництва пари з дамби Бубіч, яка демінералізована, а в якості охолоджуючої води для потреб обох блоків - морська вода.

## Пломин 3
ТЕ «Пломин 3» або ТЕС «Пломин С-500» (ХЕП) планується побудувати до 2018 року. Це тягне за собою реконструкцію ТЕ «Пломин» - заміну існуючої ТЕС «Пломин 1» з метою модернізації та збільшення потужності. Метою цього проекту є побудова довгострокового безпечного та стабільного джерела електроенергії. Блок заміни ТЕ «Пломин 3» буде мати потужність 500 МВт на генераторі замість існуючих 125 МВт на генераторі. При такій реконструкції замість сьогоднішніх 335 МВт встановлена потужність на майданчику складе 710 МВт. Введення в експлуатацію ТЕС «Пломин 3» заплановано після виходу з ТЕП 1. Підрядником проекту є « ХВП Україна».
Споживання електроенергії в Хорватії зростає із середньорічним зростанням у 1,7% (2004 - 2009), а імпорт - 22-35%. До 2020 року частина енергосистеми енергосистеми Хорватії буде випущена з заводу, що закінчиться в кінці терміну експлуатації, тоді як деякі з них мають бути виведені з експлуатації до того, як планується або економічно обґрунтована шляхом адаптації норм ЄС щодо викидів.
ТЕЦ «Пломин 3» розроблена відповідно до концепції сучасних теплових електростанцій технології чистого вугілля, з метою поліпшення стану з точки зору впливу на навколишнє середовище серією аспектів роботи Блоку С (і виходу з ТЕ «Пломин 1»). Використовуючи сучасну технологію параметрів надкритичних парів, теплова електростанція досягає 45% коефіцієнта використання, що значно більше, ніж сьогоднішніх класичних електростанцій, з коефіцієнтом конверсії від 32% до 37%.
Оскільки нову електростанцію ТЕС «Пломин-3» від ТЕ «Пломин-1» замінить, вона з'явиться після експлуатації ТЕС «Пломин-3» для збільшення викидів двоокису вуглецю з нинішніх двох мільйонів тон на рік (блоки 1 і 2) до приблизно чотирьох мільйонів на рік (блоки 2 і 3). Для порівняння, щоб задовольнити вимоги Кіотського протоколу, викиди парникових газів у Хорватії повинні становити близько 35 млн. Тонн на рік у Хорватії у 2015 році. У разі впровадження на заводі «Пломин» для зменшення викидів двоокису вуглецю, викиди будуть істотно скорочені до, можливо, менше одного мільйона тонн на рік. [17]
Передбачається, що в 7600 годин експлуатації на 500 МВт використовують 1,1 млн. Тонн вугілля на рік з 35 000 тонн вапняку-осушувача. В повітрі і воді падатиме під час роботи в рік близько 1200 тонн діоксиду сірки, оксиди азоту 800 тонн, 300 тонн окису вуглецю, 100 тонн частинок, 2,6 мільйона тонн вуглекислого газу, 80 м 3 промислової води в годину, 40 м 3 санітарно стоків у день, 12,7 тис. тонн шлаку, 114 тис. тонн золи і 62 тис. тонн гіпсу з 2500 тонн твердих залишків на рік. [18]Згідно з дослідженнями, хоча новий блок ТЕ «Пломинь 3» в чотири рази більше, ніж старий блок димарів, він вивільнить половину оксидів азоту, дві третини найменшого двоокису сірки і на 20 відсотків менше частинок, що робить його більш екологічно прийнятним. [19]
Основні технічні дані котла 
Тиск перегріву пари: 300 бар
Температура перегрітої пари: 600 ºC
Споживання вугілля H d = 26,3 МДж / кг; 39,7 кг / с
Виробництво електроенергії на порозі електростанції в 7600 годин роботи: 3608 ГВт-год / рік
Основні та допоміжні об'єкти 
Як мікролокація основних і допоміжних об'єктів, ТЕС «Пломин 3» обрана як північна половина сьогоднішнього вугільного полігону. Основними силовими установками ТЕ «Пломин 3» є: надкритичний котел-перегрівач (300 бар, 600 ° С), один високий тиск (ВТ) і одна турбіна низького тиску (СТ), один синхронний генератор і дві подвійні турбіни низького тиску (НТ) і 7 регенеративних нагрівачів. Власне споживання ТЕС «Пломин 3» оцінювалося в 25 МВт. Чиста потужність блоку (потужність на порозі електростанції) становить 475 МВт, що при витраті палива 1044 МДж / с призводить до чистого використання 45%.
Захист навколишнього середовища 
Для захисту від шкідливого впливу термоелектричної електростанції ТЕ Пломин 3 на навколишнє середовище планується належне технічне рішення для забезпечення передачі цих впливів у межах, встановлених законодавчими нормами.
Скорочення викидів оксидів азоту NO х 
Виділено первинні виміри в камері згоряння: низькі градієнти NO x і поступове викид повітря для досягнення NO x до 400 мг / Нм 3 відновлення і селективне каталітичне відновлення або SKR. Система SKR буде мати ступінь NO x 80%, а реагент - аміак. З міркувань безпеки був отриманий варіант його гідролізу шляхом обробки водного розчину сечовини. Вихідною речовиною буде сечовина в твердому стані, яка буде доставлятися в резервуариі безпосередньо розчиняють у суспензійному резервуарі до 32% водного розчину. Альтернативою такому рішенню є аміачна система в якості реагенту, яка планується встановити в ТЕС «Пломин-2» [20].
Скорочення викидів твердих частинок 
Між двома альтернативними рішеннями: мішечними фільтрами та електрофільтрами були відібрані електрофільтри для видалення частинок з димових газів ТЕП С (ТЕ Plomin 3). У поєднанні з посиленим розпилювачем в установці знесірчення електрофільтри досягають достатньо низьких викидів частинок, які легше підтримувати і рекомендуються для НДТ. Загальний рівень поділу частинок з розділенням частинок з розділенням частинок в установці розкладання буде більше 99,9%.
Скорочення викидів двоокису сірки SO 2 
Вибирається мокрій процес виплавки димових газів з водною суспензією вапняку, технологічно ідентичною системою, наприклад, ТЕ Plomin 2. Дане технологічне рішення характеризується високою експлуатаційною надійністю і високим рівнем вилучення SO 2 для різних умов експлуатації та вугільних характеристик. Сьогодні це найбільш широко використовувана термоелектрична технологія. Кінцевим продуктом є гіпс, який використовується в будівництві, тому кількість відходів для утилізації відносно невелика. У поглиначах сіркоочисних установок також виходить промивання дрібних частинок, важкого металу, HCl, HF та інших сполук. Процес заснований на реакціях SO 2 з димових газів з вапняком, СаСО 3 з суспензії під дією атмосферного кисню з утворенням CaSO 4 ( гіпс ). Рівень ФГД плавильної установки ТЕ Пломин 3 буде ≥ 95%.
Вугільні силоси 
Для потреб ТЕС «Пломин 2» і ТЕ «Пломин 3» передбачається заміна відкритого полігону закритим сховищем на вугілля. Планується виробництво чотирьох силосів кожна потужністю до 100 тис. Тонн.
Система охолодження 
Аналізуючи можливі рішення для системи охолодження ТЕ Пломин 3, спостерігався ряд різних варіантів з точки зору впускного пункту, точки розвантаження, способу укладання, траси трубопроводу, технічного проекту трубопроводу та параметрів пускового проекту. Проведені аналізи показали, що система охолодження, що працює з вхідним каналом, і дренаж в каналі Čepić не є зручним рішенням для ТЕС «Пломин 3», оскільки це призведе до надмірного нагрівання моря у внутрішній частині затоки Пломин. Несприятлива конфігурація рельєфу (нахил сторони JZ плато-бухти 60-65 °) призводить до того, що верхнє водовідведення дренажу та дренажу охолоджуючої морської води є дорогим і менш прийнятним екологічним рішенням, а прокладка труб на дні неглибокої, щільної затоки Пломин технічно складна, а також проблемна охорона навколишнього середовища.
Таким чином, разом з існуючою буде розміщена нова насосна станція, а охолоджуюча морська вода буде доставлена і осушена через нещодавно побудований тунель на пагорбі Ошо. Враховуючи розташування охолоджуваної морської води, було розглянуто кілька варіантів, а також оптимальний вибір варіантів відкачування. Експлуатація охолоджуючої морської води буде на глибині 35-45 метрів. Охолоджуюча рідина теплоносія в морі буде текти з східної сторони існуючої насосної станції, як дозування зі швидкістю скиданої охолоджуючої води, що дозволяє швидше змішуватися.
Система очищення стічних вод 
Для водовідведення та очищення стічних вод ТЕ «Пломин 3» забезпечена закритою спліт-системою, розташованою на південь від головної електростанції. Для технологічних стічних вод передбачаються фізико-хімічні процеси очищення, внаслідок яких відбувається відстоювання шламу, який утилізується відповідно до положень щодо утилізації відходів. Умовно забруднені атмосферні води очищатимуться через осаджувачі та масляні сепаратори в місцях потенційного забруднення. Санітарна стічна вода ТЕ Пломин 3 буде оброблятися на окремому пристрої при 2 градусах. Перша стадія передбачає фізико-хімічну обробку, в той час як іншу біологічну обробку (аерацію, аеробну стабілізацію активного мулу з можливістю відновлення осаду в біологічній перед-стадії і основний етап).
Простір для відділення діоксиду вуглецю CO 2 
Технологія уловлювання вуглецю з димових газів ще не розроблена для комерційного застосування.
Специфічні показники охорони здоров'я 
Оцінка впливу на навколишнє середовище на здоров'я є дуже складним процесом. У переважній більшості випадків не можна просто стверджувати, що тривале опромінення одним з факторів екологічного ризику безпосередньо пов'язане зі збільшенням кількості пацієнтів та / або смертністю конкретного захворювання. Крім того, більшість хронічних неінфекційних захворювань є багатофакторною етіологією. За оцінками Всесвітньої організації охорони здоров'я, забруднення повітря в Хорватії становить лише 0,6% з десяти провідних факторів ризику, пов'язаних із загальною смертністю («Європейський звіт з охорони здоров'я 2005»).
Головлікар доктор наук Луціян Мохорович із Лабина, сімейний лікар-гінеколог, представив документ, що пояснює виникнення високого кров'яного тиску у вагітних жінок та гіпертонічна хвороба у тієї ж людини через 10 років після пологів. Це співвідношення пояснюється тривалим впливом шкідливих, токсичних факторів навколишнього середовища. Основою його було епідеміологічне дослідження 204 вагітних жінок, проведене з 1975 по 1985 рік у місті Лабін. Він відомий як вчений, який у багатьох дослідженнях стосувався впливу навколишнього середовища на здоров'я людини: він стверджував, що спалювання вугілля, як і інші викопні види палива, впливає на вагітних жінок та їх дітей.
Матерів впливають окислювачі від спалювання викопного палива та інших екзогенних окислювачів, що розвивають патологічну форму гемоглобіну, метгемоглобіну, який не здатний зв'язувати вдихуваний кисень з тривалентним (Fe III) залізом, і тим самим заважає розвитку плоду. Я також довів, що патогенетична форма гемоглобіну зросла під час термоелектричної потужності. Вагітні жінки, які мали підвищену цінність такого метгемоглобіну, мали значно більшу жовтяницю при народженні. Показано, що у матерів, які мали підвищений рівень метгемоглобіну під час вагітності, до 18 років значно більше серцевої недостатності та дисплазії, а також дисфункції в навчанні та пам'яті щодо контрольної групи.